# Rikuto Hirose
Rikuto Hirose (広瀬 陸斗 Hirose Rikuto?, Saitama, 23 de septiembre de 1995) es un futbolista japonés que juega como defensa en el Vissel Kobe de la J1 League.

## Trayectoria

### Clubes
| Club                | País  | Año       |
| ------------------- | ----- | --------- |
| Mito HollyHock      | Japón | 2014      |
| Tokushima Vortis    | Japón | 2015-2018 |
| Yokohama F. Marinos | Japón | 2019      |
| Kashima Antlers     | Japón | 2020-2024 |
| Vissel Kobe         | Japón | 2024-     |

## Palmarés

### Títulos nacionales
| Título             | Club                | País  | Año  |
| ------------------ | ------------------- | ----- | ---- |
| J1 League          | Yokohama F. Marinos | Japón | 2019 |
| Copa del Emperador | Vissel Kobe         | Japón | 2024 |
| J1 League          | Vissel Kobe         | Japón | 2024 |